# Jan Mara
Jean Malavergne, connu sous le pseudonyme de Jan Mara, né le 24 octobre 1912 à Saint-Léonard-de-Noblat et mort le 3 janvier 1992 à Saint-Ambroix, est un illustrateur, affichiste et caricaturiste français.

## Biographie
Passionné de dessin dès son enfance et admirateur de Sem, il suit des cours par correspondance à l'école ABC et débute dans divers périodiques du sud-ouest de la France avec divers pseudonymes. Il continue de travailler pendant la guerre et se retrouve un temps interdit à la Libération, il prend alors temporairement le nom de Bébé Lion. C'est un caricaturiste au trait dépouillé, stylisé et fin, un illustrateur et un affichiste de cinéma qui produira une cinquantaine d'affiches au style reconnaissable.
Il cesse de travailler en 1985, après avoir été licencié par le journal Minute où il travaillait depuis 20 ans.
En maison de santé dans le Midi, il meurt à cause de son alcoolisme en 1992.

## Production

### Affiches de cinéma
Les dates sont celles de sortie des films et non les dates de création des affiches.
- 1948 : La Chartreuse de Parme réalisé par Christian-Jaque
- 1951 : Le Dindon réalisé par Claude Barma
- 1952 : Coiffeur pour dames réalisé par Jean Boyer
- 1953 : Le Retour de don Camillo réalisé par Julien Duvivier
- 1956 : Don Juan réalisé par John Berry
- 1956 : La Traversée de Paris réalisé par Claude Autant-Lara
- 1956 : La Terreur des dames réalisé par Jean Boyer
- 1956 : Les Truands réalisé par Carlo Rim
- 1956 : La Bande à papa réalisé par Guy Lefranc
- 1957 : L'Ami de la famille réalisé par Jack Pinoteau
- 1957 : Vacances explosives réalisé par Christian Stengel
- 1957 : À pied, à cheval et en voiture réalisé par Maurice Delbez
- 1958 : À pied, à cheval et en Spoutnik réalisé par Jean Dréville
- 1958 : Les Vignes du Seigneur réalisé par Jean Boyer
- 1958 : La Loi, c'est la loi réalisé par Christian-Jaque
- 1959 : Messieurs les ronds-de-cuir réalisé par Henri Diamant-Berger
- 1960 : Les Vieux de la vieille réalisé par Gilles Grangier
- 1960 : Le Voyage en ballon réalisé par Albert Lamorisse
- 1960 : Le chat miaulera trois fois réalisé par Steno
- 1960 : Un couple réalisé par Jean-Pierre Mocky
- 1960 : Le Clown et l'Enfant réalisé par Charles Barton
- 1961 : Dynamite Jack réalisé par Jean Bastia
- 1961 : Défense d'y toucher réalisé par Steno
- 1961 : Cocagne réalisé par Maurice Cloche
- 1961 : Le Prince des pauvres réalisé par Luis García Berlanga
- 1961 : Un Martien à Paris réalisé par Jean-Daniel Daninos
- 1962 : Les Filles de La Rochelle réalisé par Bernard Deflandre
- 1962 : En avant la musique réalisé par Giorgio Bianchi
- 1963 : Irma la Douce réalisé par Billy Wilder[3]
- 1963 : Du mouron pour les petits oiseaux réalisé par Marcel Carné
- 1963 : En compagnie de Max Linder réalisé par Maud Linder

## Hommage
- En 1991, son œuvre fait l'objet d'une exposition organisée par Jacques Lorcey, au Festival International de la Caricature à Saint-Estève.